# Martin Rodbell
Martin Rodbell (Baltimore, 1 december 1925 – Chapel Hill, 7 december 1998) was een Amerikaans biochemicus en moleculair endocrinoloog. Hij is vooral bekend vanwege zijn ontdekking van G-proteïnen, waarvoor hij in 1994 samen met Alfred G. Gilman de Nobelprijs voor de Fysiologie of Geneeskunde ontving.

## Biografie
Rodbell was de zoon van Milton (1902-1961) en Shirley Abrams Rodbell (1904-1982). Hij volgde zijn middelbareschoolopleiding aan het Baltimore City College, en ging in 1943 naar de Johns Hopkins-universiteit. Hier hield hij zich bezig met biologie en Franse existentialistische literatuur. In 1944 werd zijn studie onderbroken omdat hij in militaire dienst moest in de U.S. Navy. Hier werkte hij gedurende de Tweede Wereldoorlog als radio-operator. In 1946 keerde hij terug naar de universiteit. In 1949 haalde hij zijn Bachelor of Science in biologie.
In 1950 trouwde Rodbell met balletdanseres Barbara Ledermann (een voormalige vriendin van Anne Frank). Met haar kreeg hij vier kinderen. In 1954 haalde Rodbell zijn Ph.D. in biochemie aan de Universiteit van Washington. Van 1954 tot 1956 deed hij postdoc-werk aan de Universiteit van Illinois te Urbana-Champaign, in het laboratorium van Christian Anfinsen. In 1956 accepteerde hij een positie als onderzoeksbiochemicus aan het National Heart Institute, onderdeel van het National Institutes of Health (NIH).
In 1985 werd Rodbell Wetenschappelijk Directeur van het NIH's National Institute of Environmental Health Sciences in Research Triangle Park, North Carolina. Hier werkte hij tot zijn pensioen in 1994.
Rodbell stierf na een lange ziekte aan de gevolgen van orgaanfalen.

## Werk
Voorafgaand aan het baandoorbrekende werk van Rodbell werd aangenomen dat een hormoonreceptor en een interior celenzym verantwoordelijk waren voor vrijwel alle cellulaire communicatie. Rodbell ontdekte echter dat bij cellulaire communicatie ook kleine hoeveelheden van het molecuul "guanosinetrifosfaat" (GTP) betrokken was. Jaren later ontdekte de farmacoloog Gillman dat GTP zich bevond op het binneoppervlak van celmembramen, waar het een binding aangaat met signaaltransducers – G-proteïnes – die fundamenteel zijn voor cellulaire communicatie. G-proteïnes, die door GTP in een cel worden geactiveerd wanneer hormonen of neurotransmitters hun welbepaalde receptor bereiken, zetten vervolgens een cascade van andere reacties in gang en bewerkstelligt zo verandering elders in de cel.
Sindsdien zijn tientallen specifieke G-proteïnes geïdentificeerd, leidende tot voortuitgang in het begrijpen van talrijke ziektes, waaronder alcoholisme, cholora, kanker en diabetes.